# The White Stripes
The White Stripes (МФА: [ðə ˈwaɪt ˈstraɪps]; укр. «Білі смужки») — американський рок-дует утворений у 1997 році в Детройті, штат Мічиган. Гурт складався з двох осіб: Джек Вайт (композитор, гітарист, піаніст і вокаліст) та Меґ Вайт (барабанщиця, перкусіоністка та бек-вокалістка). Іноді у піснях використовуються й інші інструменти: калімба, губна гармоніка, банджо.

## Історія гурту

### Створення гурту
Джек Вайт (Справжнє ім'я Джон Ґілліс) народився у 1975 році, в 5 років вперше сів за барабани, а у 16 почав освоювати гітару. Його перша гітара була саморобна з фанери. Після школи він планував вступити до флоту або навіть стати священиком, але врешті решт влаштувався драпіювальником у меблеву майстерню. До створення «The White Stripes» Джек також грав на гітарі у гуртах «The Go», «Goober And The Peas», «Upholsterers» (останній теж складався з 2 осіб). Джек зустрів Меґ у ресторані «Memphis Smoke» де вона працювала, а він приходив туди читати вірші. Вони одружилися 21 вересня 1996 року. Меґ ніколи не збиралась виступати на сцені. За словами Джека, одного разу він попросив її підіграти під час репетиції і це прозвучало неочікувано вдало. 1997 року за підтримки компанії звукозапису Italy Records вони випустили 7-ми дюймовий сингл — «Let's Shake Hands», незабаром вийшов і другий — «Lafayette Blues».

### The White Stripes(1999)

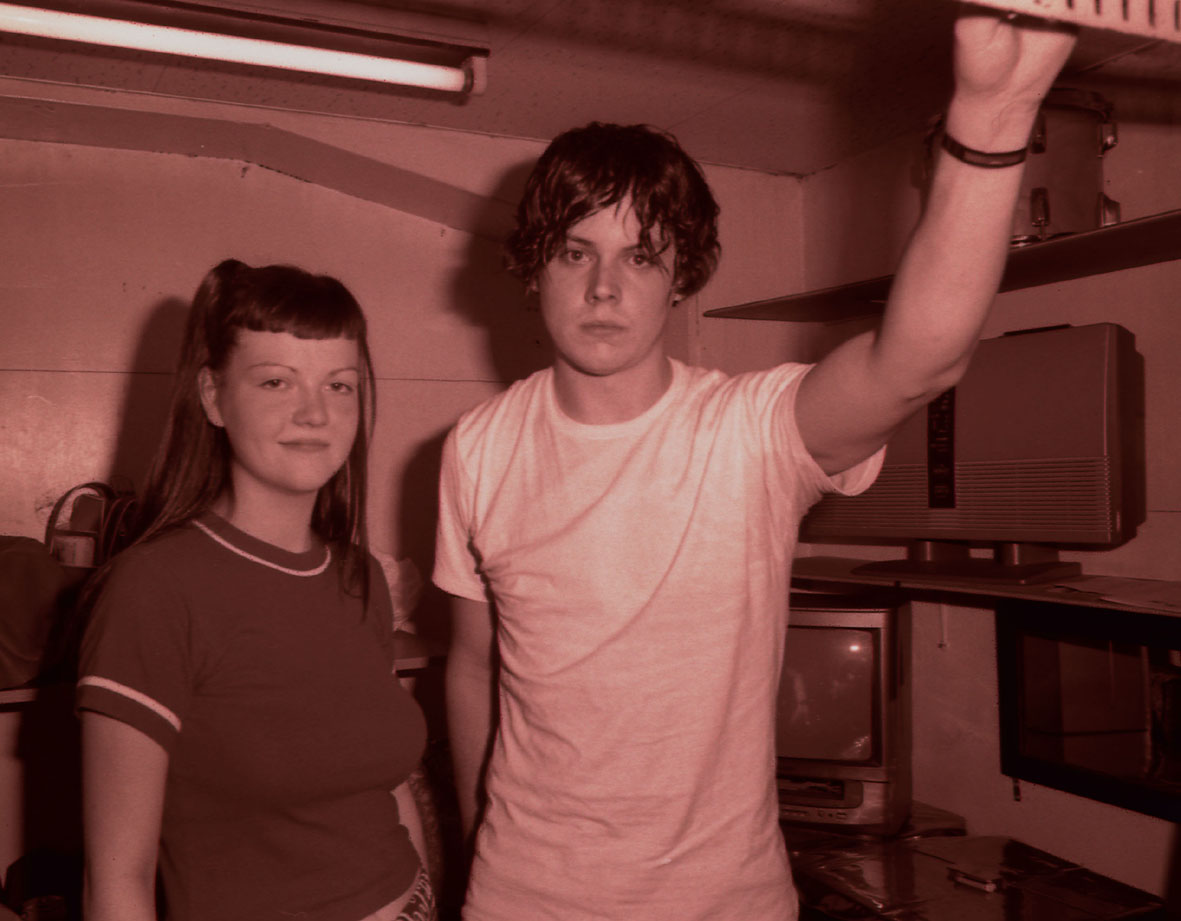
White Stripes в задній кімнаті клубу Shinjuku Jam, Токіо, у їхньому першому турне по Японії.

У березні 1999 року White Stripes випустили сингл «The Big Three Killed My Baby», після чого вони випустили дебютний альбом The White Stripes. Перший альбом не приніс гурту великої популярності. Через деякий час можна було сказати, що це була найжорсткіша платівка у їхній творчості. The White Stripes — дует, тому на записах відсутня бас-гітара, але натомість присутня відмінна жорстка гітара Джека та примітивні, але абсолютно доречні барабанні партії Меґ. Саме відсутність басу та спрощені барабанні партії стали візитною карткою гурту.
«Без Меґ зникне шарм White Stripes. Вона наївне дитя, але при цьому колотить по барабанам з люттю печерної людини» (З інтерв'ю Джека журналу Rolling Stone, жовтень 2005).
Значна частина альбому — жорсткі, енергійні рифові номери, серед яких «Screwdriver» (перша спільна пісня Джека та Меґ), «Astro», «Cannon», «When I Hear My Name». «The Big Three Killed My Baby» стала своєрідним «гімном» Джека.
«Я просто терпіти не можу автомобілі, я вважаю, що це найгірша діра для викидання грошей і найстрашніший механізм для вбивства за всі часи…» (З інтерв'ю Джека журналу Maximumrocknroll, кінець 2000).
«Бойовики» перемежовувалися м'якими баладами з використанням слайд-гітари — «Suzy Lee», «I Fought Piranhas». В альбомі є кавери Роберта Джонсона «Stop Breaking Down» та Боба Ділана «One More Cup Of Coffee» (слід зазначити, що і Джек, і Меґ є фанатами Боба Ділана та інколи грають на концертах інші його пісні — «Isis» та «Love Sick», а у 2004 Джек Вайт і Боб Ділан заграли блюз з альбому Elephant «Ball And Biscuit»)

### De Stijl(2000)
De Stijl (з гол. «Стиль») — другий студійний альбом гурту вийшов під лейблом «Sympathy for the Record Industry» 20 червня 2000 року.
Назва альбому походить від назви мистецької течії в Голландії, приклад якої можна побачити на обкладинці альбому, де учасники гурту стоять на фоні ліній та прямокутників червоного, чорного та білого кольорів. Альбом був присвячений дизайнеру та архітектору Герріту Рірвельду та блюз-виконавцю Сліпому Віллі Мактеллу.
The White Stripes набирають популярність і їх музику транслюють на британських радіостанціях The Daily Telegraph, The Sun і навіть Radio 4's, які славляться своїми консервативними поглядами на музику. Альбом, який супроводжує сингл з жорстким блюзовим номером «Hello Operator», стає новим кроком у розвитку The White Stripes: починають активніше використовуватися студійні накладання (наприклад, гітари та піаніно у «Truth Doesn't Make A Noise» — на всіх інструментах грає Джек), стає більше блюзу («Little Bird», «Death Letter»). Репертуар гурту збагачується зразково-мелодійним хітом «You're Pretty Good Looking», баладою «Apple Blossom» та однією з найкращих на той час мелодій мелодій Джека Вайта — баладою «Sister, Do You Know My Name».
«Спочатку я не міг повірити тому, що людям подобається наша музика. Однак ми не плескали в долоні від радості, а скоріш хвилювалися через велику відповідальність, яку самі взяли собі на плечі»  (З інтерв'ю Джека журналу Rolling Stone, жовтень 2005).
De Stijl досяг 38 позиції у Top Independent Albums chart журналу Billboard у 2002 році. Пісня «Why Can't You Be Nicer To Me» була використана у мультсеріалі Сімпсони в епізоді «Judge Me Tender».

### White Blood Cells(2001)
White Blood Cells — третій студійний альбом вийшов 3 липня 2001 року на CD та 12-дюймових платівках. Серед критиків він справив свого роду ефект бомби, що вибухнула. Чимало фанатів, не дивлячись на те, що справжній успіх прийшов до The White Stripes з альбомом «Elephant», вважають роботу 2001 року найкращою. Музика стала ще різноманітніше, у платівці поєднуються та зливаються багато різних стилів: від звичайного для The White Stripes енергійного блюз-року да кантрі («Hotel Yorba»), ліричного фолку («We're Gonna Be Friends»), і навіть пост-панку («The Union Forever»). Головними хітами альбому стали «Dead Leaves and the Dirty Ground» і «Fell in Love with a Girl»
«Єдине, що важливо, ми не хочемо аби всі пісні звучали однаково та аби новий альбом не був схожий на попередній. Не бути ж все життя двохакордовим гараж-роковим гуртом» (З інтерв'ю Джека liveDaily, 2001).
Альбом був номінований на премію журналу NME, як найкраща платівка року, а журнал Q додав їх до списку «50 гуртів які треба побачити перед смертю». Альбом зайняв 61 позицію у рейтингу Billboard 200.

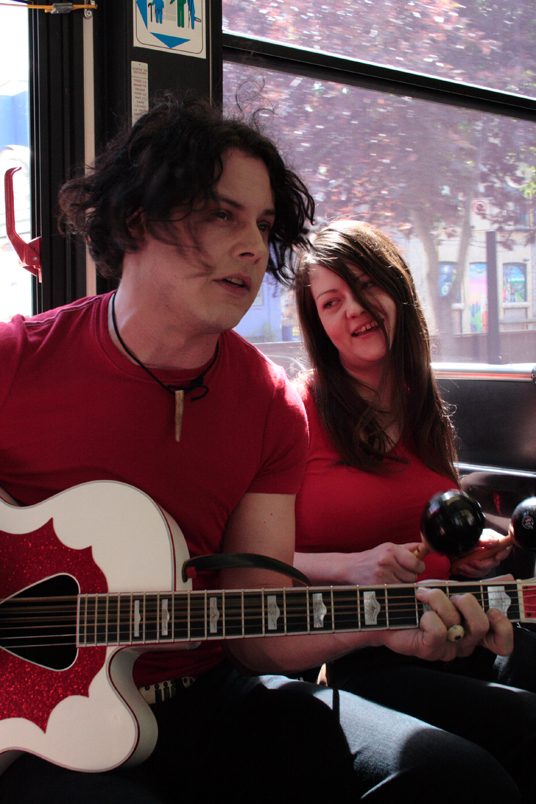
The White Stripes дають імпровізований виступ для шанувальників в автобусі в Вінніпезі, 2007 рік

### Elephant(2003)
Четвертий альбом гурту, «Elephant», вийшов у 2003 році на CD та вінілі. Критики вважають цю роботу найкращою за всю історію гурту. Альбом став двічі платиновим у Британії та платиновим у США. Пісня «Seven Nation Army» стала суперхітом і гурт нарешті став відомий широким прошаркам населення. Альбом був записаний за два тижні й 6 тисяч фунтів стерлінгів на студії Toe Rag Studios, де відсутні інструменти молодші 1963 року, що придає їм особливе звучання. Заради збереження «рок-н-рольного духу» Джек принципово не користувався цифровою обробкою звуку.
Музика стала ще різноманітнішою, ніж на «White Blood Cells». У піснях Seven Nation Army та The Hardest Button To Button була використана педаль ефектів Digitech Whammy для створення звучання бас-гітари; окрім них хітами стали кавер-версія пісні Берта Бакарака «I Just Don't Know To Do With Myself» та вокальній дебют Меґ — акустична балада «In The Cold Cold Night». В комічному кантрі-діалозі «It's True That We Love One Another», що завершує альбом, взяла участь одна з улюблених кантрі-співачок Джека Холлі Голайтлі.

### Get Behind Me Satan(2005)
Get Behind Me Satan — п'ятий альбом гурту. Несподіваний та незрозумілий багатьма, він вважається однією з найнедооціненіших та потребуючих уваги платівок гурту.
Get Behind Me Satan применшує вплив панк-музики, гаражного року і блюзу, які раніше домінували в альбомах The White Stripes. Граючи на інструментах, що відрізняються від попередніх альбомів, фронтмен гурту, Джек Уайт замінює електрогітару на фортепіано, мандоліну і акустичну гітару майже у всіх піснях. Починаючись рифовим хітом «Blue Orchid», альбом продовжується піснею «The Nurse», кантрі-номерами «Little Ghost» і «I'm Lonely», хітовими «My Doorbell» і «Denial Twist» і вокальним номером Меґ «Passive Manipulation», який став найкоротшою піснею гурту (37 секунд). За підсумком опитування читачів журналу NME, «Blue Orchid» стала першою піснею року, «My Doorbell» — п'ятнадцятою.

### Icky Thump(2007)
Icky Thump — шостий і останній альбом гурту, що вийшов 15 червня 2007 року під лейблом Warner Bros. Records. Він був записаний за три тижні у Blackbird Studio у Нешвіллі, штат Теннессі. Альбом посів перше місце у чартах Великої Британії та друге у США.
Альбом характеризується певним стильовим різноманіттям. Окрім відносно типових для гурту жорстких гітарних номерів і блюзових балад, на альбомі є кавер-версія фламенко-пісні Коркі Роббінс «Conquest» та дві пісні у стилі ірландського фолку, у яких звучать волинки. 2008 року композиція «Icky Thump» здобула нагороду Греммі в номінації Найкраще вокальне рок-виконання дуетом чи гуртом.

### Розпадгурту (2011)
2 лютого 2011 року дует The White Stripes заявив про свій розпад. Відповідне повідомлення з'явилося на головній сторінці офіційного сайту гурту. Як йдеться у зверненні, учасники гурту Меґ і Джек Вайт прийняли рішення про завершення спільної творчості не через будь-яких розбіжностей або відсутності ентузіазму, а також не через проблеми зі здоров'ям. Учасники дуету хочуть, щоб гурт припинив своє існування, поки знаходиться на піку своєї форми. Тим самим Меґ і Джек сподіваються зберегти те, що робить їх гурт «таким особливим». Хоча The White Stripes більше не будуть записувати спільних композицій або виступати разом, лейбл «Third Man Records», заснований Джеком Вайтом, продовжить випускати поки не видані записи гурту.

## Стиль
Гурт з самого початку сформувала свій особливий стиль не тільки в музиці. Одяг та оформлення платівок The White Stripes основані на трьох кольорах: червоному, білому та чорному. Червоно-білими смугами розфарбована барабанна установка Меґ (це данина її дитячій любові до льодяників з червоними смужками). Окрім цього, однією з таємниць гурту було питання про те, ким один одному є Джек і Меґ: братом та сестрою чи чоловіком та дружиною? На концертах Джек завжди представляв Меґ як старшу сестру. Але незабаром він розмістив свідоцтва про укладення шлюбу та розлучення. Тепер відомо, що Джек і Меґ одружилися у 1996 році та розлучилися у 2000.
«Коли бачать на сцені сімейний дует, то думають: „Ну, тут все ясно“. Але якщо в гурті грають брат і сестра, тут з'являється інтрига. Людей менше хвилюють інтимні подробиці, вони більше часу приділяють музиці»  (З інтерв'ю Джека журналу Rolling Stone, жовтень 2005). 
Музичний стиль гурту можна схарактеризувати як суміш прото-панку в дусі Stooges, блюзу, кантрі, гранжу та хард-року в дусі Led Zeppelin. Кожний альбом гурту демонстрував її з нової сторони: найблюзовішим був «De Stijl», найбільш «риффовим» — «Elephant», кантрі-тенденції сильніше всього проявилися у «Get Behind Me Satan».
«The White Stripes завжди будуть тільки в цьому складі. Я ніколи не буду працювати з іншим барабанщиком. І Меґ ніколи не буде виступати з іншим гітаристом.»  (З інтерв'ю Джека Вайта журналу Rolling Stone, жовтень 2005).

## Учасники гурту
- Джек Вайт – вокал, гітари, бас-гітара, фортепіано, клавішні, синтезатор, бубон, марімби (1997—2011)
- Меґ Вайт – вокал, барабани, ударні, бубни, тімпани, трикутники, дзвони (1997—2011)

## Дискографія

### Студійні альбоми
- The White Stripes (1999)
- De Stijl (2000)
- White Blood Cells (2001)
- Elephant (2003)
- Get Behind Me Satan (2005)
- Icky Thump (2007)

## Цікаві факти
- Сингл 2003 року «Seven Nation Army» визнаний неофіційним гімном Чемпіонату Європи з футболу 2008; мелодія звучала на стадіонах перед виходом команд на поле, ставши лейтмотивом фанатської підтримки на трибунах.
- У другому епізоді 18 сезону мультсеріалу «Сімпсони» є пародія на кліп «Hardest Button To Button». Коли Барт виходить на вулицю і починає грати на барабанах, то так само, як і в кліпі, з кожним ударом він рухається на метр вперед, залишаючи позаду себе точно такий же барабан. При грі він випадково виявляється на тій же позиції, де точно таким же чином пересувався гурт «White Stripes», після чого вони стикаються. Далі починається покрокова гонитва колективу за Бартом, при якій Барт завдає поразки гурту, коли та падає вниз, опинившись між двома половинами розвідного моста.
- Гурт в одязі використовує тільки 3 кольори: червоний, білий і чорний.
- Обидва учасники гурту знялися у фільмі Джима Джармуша «Кава та сигарети» в епізоді «Джек показує Меґ свою установку Тесла».
- Пісня «Apple Blossom» звучить у фільмі Квентіна Тарантіно «Мерзенна вісімка»
- У грі «Battlefield 1» була використана пісня «Seven Nation Army».